# Follow the Reaper
Follow The Reaper es el tercer álbum de estudio de la banda finlandesa de death metal melódico Children of Bodom. La banda continúa con su estilo melodeath/power metal sonido definido en su álbum Hatebreeder, y es por muchos considerado el mejor álbum de la banda. De hecho, todas las canciones son favoritas del grupo a la hora de tocar en directo. Después de este lanzamiento, la banda adquiere prestigio a nivel mundial.
De este álbum es destacable la canción de Everytime I Die, quizás el track que más difiere de los demás del mismo disco por ser más lento. Fue un éxito. En el vídeo se puede ver a Alexi Laiho atado a una cama con los ojos vendados, dejándose asesinar por "The Reaper" (La Parca). También cabe nombrar el único sencillo Hate Me!.

## Lista de canciones
1. «Follow The Reaper» – 3:47
2. «Bodom After Midnight» – 3:43
3. «Children of Decadence» – 5:34
4. «Everytime I Die» – 4:03
5. «Mask of Sanity» – 3:58
6. «Taste of My Scythe» – 3:58
7. «Hate Me!» – 4:44
8. «Northern Comfort» – 3:48
9. «Kissing the Shadows» – 4:32
10. «Hellion» - 3:02

## Créditos
- Alexi Laiho - Voces/guitarra líder
- Alexander Kuoppala - Guitarra rítmica
- Janne Viljami Wirman - Teclados
- Henkka Seppälä - Bajo
- Jaska Raatikainen - Batería

## Posicionamiento
| Listas (2000–01)                    | Posición |
| ----------------------------------- | -------- |
| Austria (Ö3 Austria)                | 38       |
| Finlandia (Suomen Virallinen Lista) | 3        |
| Francia (SNEP)                      | 88       |
| Alemania (Offizielle Top 100)       | 46       |